# Provinz Kanada
Die Provinz Kanada oder die Vereinigte Provinz von Kanada (englisch Province of Canada oder United Province of Canada, französisch Province du Canada oder Canada-Uni) war von 1841 bis 1867 eine britische Kolonie in Nordamerika.
Die Provinz entstand durch die Vereinigung der britischen Kolonien Niederkanada und Oberkanada. Diese ehemaligen Kolonien wurden inoffiziell auch Ostkanada (für Niederkanada) und Westkanada (für Oberkanada) genannt. Niederkanada und Oberkanada wurden 1841 durch das britische Unionsgesetz vom 23. Juli 1840 zur Provinz Kanada verschmolzen. Im Rahmen der kanadischen Konföderation und dem Verfassungsgesetz von 1867 ging die Provinz Kanada 1867 im neugeschaffenen kanadischen Bundesstaat auf und wurde dort Teil der neuen Provinzen Québec und Ontario.

## Hauptstadt
Die Hauptstadt wechselte im Laufe der Zeit mehrfach.
- Kingston 1841–44
- Montréal 1844–49
- Toronto 1849–52
- Quebec 1852–56
- Toronto 1856–58
- Quebec 1859–66
- Ottawa 1866–67